# Джонатан Ґлейзер
Джонатан Ґлейзер (англ. Jonathan Glazer; нар. 26 березня 1965, Лондон, Велика Британія) — британський кінорежисер, сценарист та кліпмейкер.

## Життєпис
Джонатан Ґлейзер народився 26 березня 1965 року в Лондоні у єврейській родині, навчався в єврейській школі. 
Закінчивши навчання за курсом театрального дизайну в Університеті Ноттінгем Трент, почав ставити театральні постановки, робити промо-ролики для кіно і телебачення. 
У 1993 році Джонатан Ґлейзер активно співпрацював з Ніком Моррісоном. Разом вони створили сценарії для трьох короткометражних фільмів, а потім зняли їх. Вступив до Академії реклами (англ. Academy Commercials). Зняв відомі рекламні кампанії для «Guinness» (Swimblack and Surfer) і «Stella Artois» (Devils Island).
З середини дев'яностих років знімає ряд музичних відео. Першою його роботою став кліп для британської групи «Massive Attack» на пісню «Karmacoma». Через пару місяців Ґлейзер створив кліп для американської рок-групи «Blur» на пісню «The Universal». Його робота для телекомпанії «BBC» отримала кілька професійних нагород. 
Ґлейзер у 1997 році отримує статус «кліпмейкер року» за версією «MTV». 
У 2000 році виходить дебютний повнометражний фільм Ґлейзера «Сексуальна бестія». За роль у цій кримінальній драмі сер Бен Кінґслі був номінований на премію «Оскар».
Другий фільм Ґлейзера — трилер «Народження», вийшов через 4 роки. Він став також співавтором сценарію, а головну роль зіграла Ніколь Кідман.
У 2013 році в прокаті з'явився фільм «Побудь в моїй шкірі» зі Скарлетт Йоганссон у головній ролі, де Ґлейзер був режисером та сценаристом.

## Доробок

### Музичні відео
| Рік  | Назва кліпу (англ.)       | Назва виконавця (англ.)       |
| ---- | ------------------------- | ----------------------------- |
| 1995 | Karmacoma                 | «Massive Attack»              |
| 1995 | The Universal             | «Blur»                        |
| 1996 | Street Spirit (Fade Out)  | «Radiohead»                   |
| 1996 | Virtual Insanity          | «Jamiroquai»                  |
| 1997 | Cosmic Girl (ver. 2)      | «Jamiroquai»                  |
| 1997 | Into My Arms              | «Nick Cave and the Bad Seeds» |
| 1997 | Karma Police              | «Radiohead»                   |
| 1998 | Rabbit in Your Headlights | «UNKLE»                       |
| 2000 | A Song for the Lovers     | Річард Ешкрофт                |
| 2006 | Live with Me              | «Massive Attack»              |
| 2008 | Radiohead: The Best Of    | «Radiohead»                   |
| 2009 | Treat Me Like Your Mother | «The Dead Weather»            |

### Повнометражні фільми
| Рік  | Назва (укр.)         | Назва (англ.)               | Актор      | Режисер    | Сценарист  |
| ---- | -------------------- | --------------------------- | ---------- | ---------- | ---------- |
| 1997 | Денніс Пенніс R.I.P. | Dennis Pennis R.I.P. (1997) | Green tick |            |            |
| 2000 | Сексуальна бестія    | Sexy Beast                  |            | Green tick |            |
| 2004 | Народження           | Birth                       |            | Green tick | Green tick |
| 2013 | Побудь в моїй шкірі  | Under the Skin              |            | Green tick | Green tick |
| 2023 | Зона інтересів       | The Zone of Interest        |            | Green tick | Green tick |